# 呂蒂 (聖加侖州)

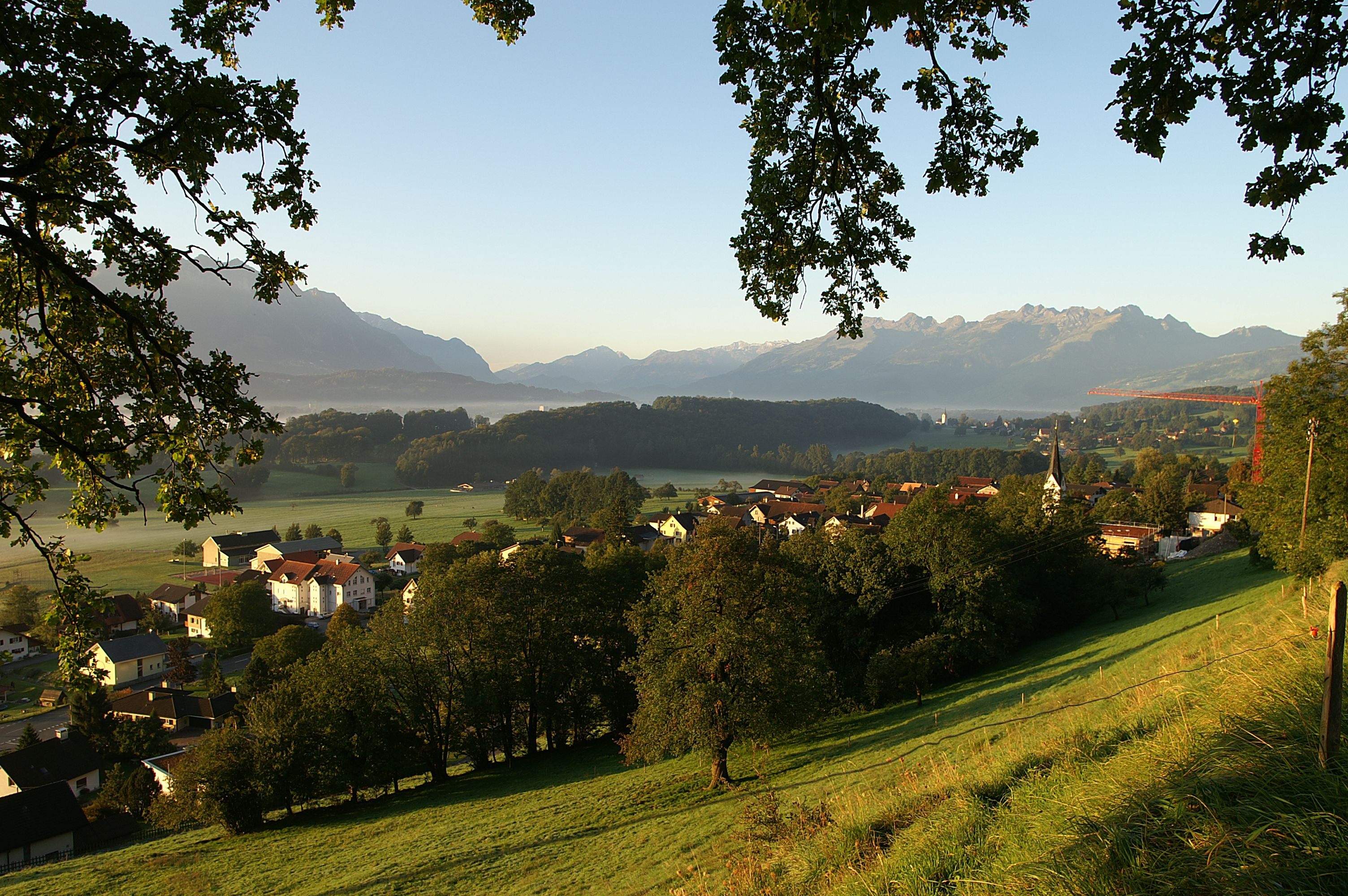

呂蒂是瑞士的城鎮，位於該國東北部，由聖加侖州負責管轄，面積9.34平方公里，海拔高度430米，2011年人口2,094，七成人口信奉羅馬天主教，人口密度每平方公里224人。